# Flatiron Building
Het Flatiron Building, letterlijk vertaald 'strijkijzergebouw', (oorspronkelijk Fuller Building) is een wolkenkrabber in New York. Later werd de bijnaam als de officiële naam aangenomen. Het gebouw werd in 1902 gebouwd voor het bedrijf Fuller Construction Company en was ten tijde van de voltooiing, met zijn hoogte van 87 meter en 22 verdiepingen, een van de hoogste vroeg-20ste-eeuwse wolkenkrabbers van de stad. Door zijn opvallende vorm is het Flatiron Building een bekende toeristische attractie en het werd in 1979 toegevoegd aan het National Register of Historic Places.

## Geschiedenis
Het gebouw werd ontworpen door Daniel Burnham en werd voltooid in 1902. Het Flatiron Building is een voorbeeld van de bouwstijl Chicago School. Zoals vele gebouwen van de Chicago School bestaat ook het Flatiron Building uit een dragende staalconstructie die is bekleed met een decoratieve gevel in neorenaissancestijl.
Toen het gebouw eenmaal voltooid was geloofden vele New Yorkers dat het zou instorten door de luchtstromen langs het gebouw die ontstonden door zijn scherpe driehoekige vorm.
Het gebouw stortte niet in, maar er ontstond wel een ander fenomeen. Door de 'valwinden' langs de zijden van het gebouw waaiden de rokken van de vrouwen omhoog. De plaats werd berucht vanwege glurende mannen, en daarom werden er op de straten rondom het gebouw meer politieagenten ingezet.
Op 22 maart 2023 werd het gebouw verkocht op een veiling voor 190 miljoen dollar. Omdat de koper echter niet op tijd een aanbetaling kon doen werd het gebouw in mei 2023 opnieuw geveild, ditmaal voor 161 miljoen dollar.

## Locatie
De Flatiron Building bevindt zich in het Flatiron District in Manhattan, op de kruising van Broadway met Fifth Avenue.

## Media

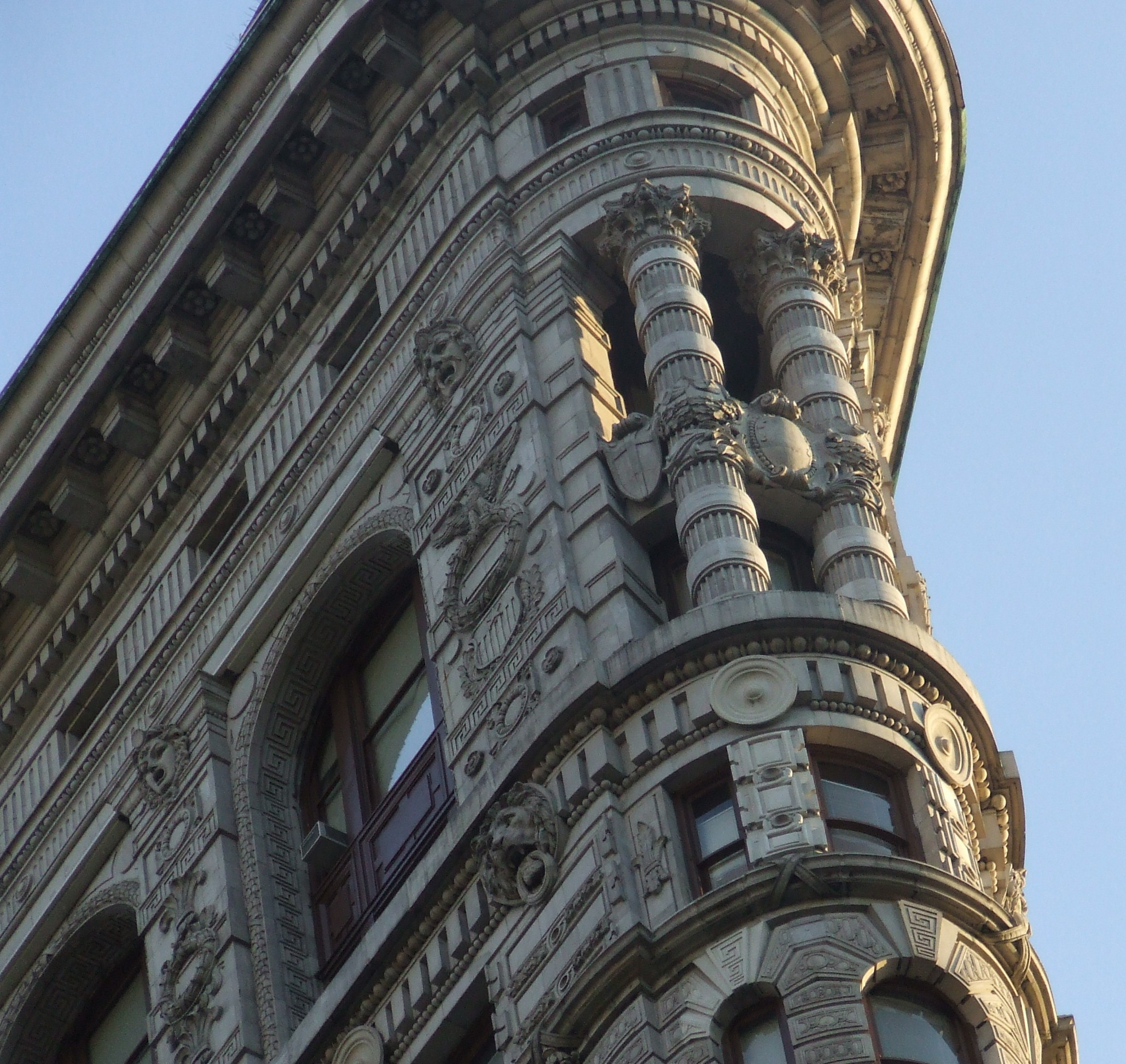
Detail van de gevel van het Flatiron Building

## Trivia
Het complex Het Strijkijzer in Den Haag, geopend in 2011, is geïnspireerd op het gebouw in New York. Het Haagse gebouw is 45 meter hoger.